# Kaza
Una kaza o qadaa (en árabe: قضاء‎, qaḍāʾ, pronunciado /qɑˈd̪ˤɑːʔ/, plural: أقضية, aqḍiyah, pronunciado /ˈɑqd̪ˤijɑ/; en turco otomano: kazâ‎) es una división administrativa utilizada históricamente en el Imperio otomano y actualmente en varios de sus estados sucesores. El término proviene del turco otomano y significa "jurisdicción"; a menudo se traduce como "distrito", "subdistrito" (aunque esto también se aplica a una nahiya) o "distrito jurídico".

## Imperio otomano
En el Imperio otomano, una kaza era originalmente un "área geográfica sujeta a la jurisdicción legal y administrativa de un kadi. Con las primeras reformas de Tanzimat de 1839, los deberes administrativos del kadı fueron transferidos a un gobernador (kaymakam), y los kadıs actuaron como jueces de la ley islámica. En la era de Tanzimat, la kaza se convirtió en un distrito administrativo con la Ley de Reforma Provincial de 1864, que se implementó durante la década siguiente. Una kaza unificó la jurisdicción de un gobernador (kaymakam) designado por el Ministerio del Interior, un tesorero (director de finanzas) y un juez (kadı) en una sola unidad administrativa. Formaba parte de los esfuerzos de la Sublime Puerta para establecer una administración racional y uniforme en todo el imperio.
La kaza era una subdivisión de un sanjacado y correspondía aproximadamente a una ciudad con sus aldeas circundantes. Las kazas, a su vez, se dividían en nahiyas (regidas por un müdür y mütesellim) y pueblos (karye, gobernados por un muhtar). Las revisiones de 1871 a la ley administrativa establecieron la nahiya como un nivel intermedio entre la kaza y el pueblo.

## Turquía
La primera República de Turquía continuó usando el término kaza hasta que fueron renombradas como ilçe (distrito) en la década de 1920.

## Países árabes
Las kaza también fueron anteriormente una división administrativa de segundo nivel en Siria, pero ahora se llaman mintaqa.
La kaza también se usa para referirse a lo siguiente:
- Distritos de Irak (segundo nivel, por debajo de la gobernación).
- Distritos del Líbano (segundo nivel, por debajo de la gobernación).
- Subdistritos de Jordania (tercer nivel, por debajo de la gobernación y el distrito).
- Subdistritos del Mandato de Palestina.
- Distritos de Israel.